# Relacions entre Suïssa i la Unió Europea
Les relacions entre Suïssa i la Unió Europea, malgrat antigues, han quedat reforçades després del rebuig del poble suís a ratificar per referèndum l'acord sobre l'Espai Econòmic Europeu el 6 de desembre del 1992. Efectivament, les relacions han estat renegociades mitjançant acords bilaterals que han evitar el risc d'aïllament pel rebuig de ratificació de l'EEE.

## Història

### El diumenge negre
El 6 de desembre del 1992 el poble suís es pronuncia via referèndum sobre l'adhesió del país a l'Espai Econòmic Europeu. Mesos abans el Consell Federal havia depositat una sol·licitud d'adhesió de Suïssa a la Unió Europea. Tot i així, els suïssos voten no a l'adhesió i deixen espai als historiadors que debaten encara avui sobre el possible error que va comportar el no. I és que la campanya electoral es va desenvolupar en un “ambient elèctric” segons informa el diari suís LeTemps.ch. Hi va haver, de fet, 20 000 vots de distància, cosa que va donar lloc a la cèlebre frase “és un diumenge negre” pronunciada per Jean-Pascal Belamuraz, conseller federal. A posteriori, però, amb els acords bilaterals signats i negociats entre la UE i Suïssa, es considera que el país ha recuperat, si més no, el 80% del l'acord amb l'EEE.

### Euroescèptics
El resultat del referèndum del 1992 va posar en evidència un país dividit en la qüestió. Aprofitant la situació, l'extrema dreta suïssa, concretament el partit Lega i Démocrates, proposen un altre referèndum on s'hi demanava a la ciutadania si volia congelar i blocar tota mena de discussió amb la Unió Europea. L'extrema dreta exigia llavors abandonar les negociacions sobre l'adhesió del país. El resultat deixà de banda les peticions de l'extrema dreta vist que el 73,9% va rebutjar la voluntat de congelar les relacions amb la UE.
Malgrat el rebuig del 1992 i les exigències de l'extrema dreta, el cert és que a Suïssa s'han anat succeint diferents grups polítics favorables a la Unió Europea, força dispersos. No és fins al 1998 que aconsegueixen agrupar-se sota les sigles de NOMES (Nou Moviment Europeu Suís).

### Acords bilaterals I
El 21 de juny del 1999 les discussions aconsegueixen la signatura del primer paquet d'acords entre Suïssa i la Unió Europea anomenat Accords Bilatéraux I (Acords Bilaterals I). Els acords porten sobre la lliure circulació de persones, els obstacles tècnics sobre el comerç, els mercats públics, l'agricultura, la recerca, el transport aeri i els transports terrestres. Deu temes en total que aconsegueixen recuperar d'alguna manera el sí perdut al referèndum del 1992. L'acord és proposat al poble que, al mes de maig del 2000, aprova i dona el vit-i-plau amb un 67,2% de veus a favor.

### Acords bilaterals II
Vista la bona acollida dels Acords Bilaterals I, es torna a proposar l'adhesió a la UE al poble suís i aquest, torna a rebutjar amb un 76,8% la iniciativa al 2001. No obstant això, l'any 2004 es fa necessari tornar a negociar nous acords amb la Unió Europea. La nova taula de discussió va topar amb les disposicions dites Schengen/Dublin. Però si del costat suís el Consell Federal tenia via lliure pel que fa l'adhesió a l'espai Schengen, considerat una oportunitat per la competitivitat, la UE veu amb reüll les noves intencions de renegociar els Acords Bilaterals I. Tot i així, una qüestió desbloca la situació: la fiscalitat. En qüestió la retenció d'impostos de persones físiques amb domicili fiscal a la UE. El Consell Federal accepta la imposició d'impostos a canvi de poder entrar a la zona Schengen. Els Acords Bilaterals II (o Schengen/Dublin) són aprovat en referèndum per un 54,8% dels vots a favor l'any 2005.

### L'allargament europeu
Amb l'allargament dels membres de la Unió Europea, Suïssa ha anat celebrant referèndums sobre si s'acceptava l'entrada de nous països a la zona de lliure circulació. En tots els resultats han estat favorables fins al punt d'aprovar la contribució de Suïssa als fonts europeus d'ajuda a la cohesió; pensats especialment pels països nouvinguts de l'est (Estònia, Hongria, Letònia, Lituània, Eslovàquia…).
Però la immigració i els reptes que planteja —vist l'allargament europeu— fa que el partit nacionalista i conservador UDC (Unió Democràtica del Centre) aconsegueixi que els suïssos acceptin al 2014 aturar “la immigració en massa” amb una participació elevada i un 56,5% de vots favorables. La UE no perd temps en represàlies i exclou els suïssos dels programes d'Erasmus. Això obliga el Consell Federal a trobar una solució d'urgència sobre la lliure circulació amb Croàcia. Al 2016, Suïssa retira definitivament el dossier de sol·licitud d'adhesió a la Unió Europea.

## Acords

### Acords Bilaterals I
- Agricultura
- Lliure circulació de persones
- Mercats públics
- Obstacles tècnics al comerç
- Recerca
- Transport aeri
- Transport terrestre

### Acords Bilaterals II
- Cooperació en matèria de justícia, de seguretat, d'asil i de migració (Schengen/Dublin)
- Medi ambient; adhesió de Suïssa a l'Agència Europea per al Medi Ambient
- Fiscalitat sobre estalvis
- Lluita contra el frau
- Accés al programa MEDIA de la UE
- Pensions
- Erasmus
- Estadístiques
- Atorgament d'ajudes als nouvinguts a la UE

## L'ús de l'euro a Suïssa
La moneda de Suïssa és el fríans. su Suïssa (amb Liechtenstein) està en la posició única d'estar envoltar de països que utilitzen l'euro. Com a resultat d'això, de facto, l'euro és acceptat i utilitzat en molts llocs, especialment a prop de les fronteres i regions turístiques. Ferrocarrils suïssos accepten l'euro, sigui als mostradors de tiquets com a les màquines expenedores automàtiques. Moltes botigues i negocis petits accepten euros i donen el canvi en francs suïssos; generalment en una taxa de canvi menys favorable que als bancs. Alguns caixers automàtics donen euros segons el canvi de comerç.